# ヒマラヤ東京
ヒマラヤ東京（ヒマラヤとうきょう）は、東京都港区に存在していた企業。

## 概要
2000年4月設立。ヒマラヤ製菓の創業者の次男が創業。盛田の系列である盛田アセットマネジメントが出資し、60%を保有する筆頭株主であった。役員も派遣していた。
2003年11月、東京ディズニーランドで日本初のデジタル3Dカップを販売。
2004年4月、ソニーピクチャーズとスパイダーマン2のデジタル3Dカップを開発。約30万個売り上げる。
2004年7月、GLAYのユニバーサル・スタジオ・ジャパンでのコンサートのオリジナル3Dカップを販売。1日で18000個が完売。
2004年10月、4000万円に増資。
2005年3月、7000万円に増資。
2005年8月、パン市場に参入。
2005年12月、甲虫王者ムシキングのパッケージを採用したパンを発売。月間に400万個を販売することを目標としていた。製造は別の会社に委託していた。甲虫王者ムシキングのカードが入っていた。独創性と話題性があり当然ヒットすると期待されていた。だが2006年には売れなくなった。これに代わりデジタルモンスターのシールの入ったパンを始めたが、これも失敗に終わる。
2006年9月、ヒマラヤ東京が扱っていたパンのおまけのシール約560万枚を全日本空輸グループの会社である全日空商事がヒマラヤ東京から購入したように装い、この代金約8600万円を全日空商事に支払わせて騙し取っていた。この件で警視庁捜査2課はヒマラヤ東京の社長ら3人を詐欺容疑で逮捕。この3人は2006年に何度も同様の架空取引を行い、総額3億数千万円を騙し取っていた。